# Adelheid von Braunschweig-Grubenhagen
Adelheid Prinzessin von Braunschweig (tschechisch Adléta Brunšvická) (* 1285; † 18. August 1320) war die zweite Ehefrau des Königs Heinrich von Kärnten (tschechisch Jindřich Korutanský).

## Leben
Sie war die Tochter Herzog Heinrichs I. von Braunschweig und seiner Ehefrau Agnes von Meißen.
Sie heiratete (15. September 1315 in Innsbruck) den verjagten böhmischen König und Herzog Heinrich von Kärnten. Es handelte sich vermutlich um eine politische Vermählung, mit der Heinrich seine Beziehungen zu Verbündeten stärken wollte und gleichzeitig hoffte, mit der zwanzig Jahre jüngeren Frau einen Erben zu zeugen.
Auch nach dem Tode seiner ersten Frau Anna Přemyslovna betitelte er sich als böhmischer König und übertrug diesen Titel auf seine Frau. Nach den Wahlen zum deutschen König im Jahre 1314 stellte sich Heinrich auf die Seite des österreichischen Herzogs Friedrich der Schöne und wurde vom Teil des deutschen Adels dadurch als böhmischer König weiter anerkannt. Weiter griff er in die Politik nicht ein und so blieb der Titel ohne Machtbefugnis.
Ohne je Böhmen gesehen zu haben und einen Erbfolger zu gebären, starb sie fünfunddreißigjährig mit dem Titel einer böhmischen Königin.

## Nachkommen
Aus der Ehe gingen zwei Kinder hervor:
- Adelheid (* 1317; † 25. Mai 1325)
- Margarete (* 1318 in Tirol; † 3. Oktober 1369 in Wien); ⚭ I: (14./16. September 1330; geschieden 1341) Johann Heinrich von Luxemburg (* 12. Februar 1322 in Prag; † 12. November 1375 in Brünn); ⚭ II: (10. Februar 1342 auf Schloss Tirol) Ludwig „der Brandenburger“ (* Juli 1316; † 18. September 1361 in Zorneding)